# Agustí Benedito

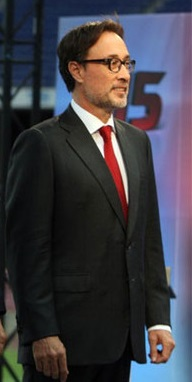
Agustí Benedito

Agustí Benedito i Benet (Barcelona, 22 juni 1964) is een Spaanse ondernemer en sportbestuurder.
Benedito studeerde Rechten aan de Universitat de Barcelona en was vervolgens werkzaam in de auto-industrie voor familiebedrijf Grup d'Automoció Benedito. In de verkiezingen voor clubpresident van FC Barcelona van 1997 was Benedito onderdeel van het team van Àngel Fernández, die uiteindelijk verloor van de zittende president Josep Lluís Núñez. Later dat jaar sloot hij zich aan bij L'Elefant Blau, een oppositiegroep onder leiding van Joan Laporta tegen het beleid van Núñez. Van 2003 tot 2009 was Benedito werkzaam voor het bestuur van Laporta, destijds clubpresident van FC Barcelona. Na onenigheid over enkele acties van Laporta besloot Benedito in februari 2009 op te stappen. In 2010 stelde hij zich kandidaat voor de functie van clubpresident van FC Barcelona. Sandro Rosell won uiteindelijk deze verkiezing en Benedito behaalde een tweede plaats met 14.06% van de stemmen. In 2015 nam Benedito nogmaals deel aan de verkiezingen voor clubpresident van FC Barcelona. Hij eindigde uiteindelijk als derde achter Josep Maria Bartomeu met 7,16% van de stemmen.